# Mario Cartelli
Mario Cartelli (* 16. listopad 1979, Karviná) je český hokejový obránce s italskými předky. Většinu kariéry strávil v Plzni. Mezi jeho další působiště patří Třinec, Kladno a Prostějov. Mario odehrál 9.9.2009 v utkání HC Oceláři Třinec - HC Slavia Praha (3 : 1) - 500 utkání v české extralize.
- Draft NHL - 2001, Atlanta Thrashers 262 místo.

## Hráčská kariéra
- 1994-1995 HC Olomouc (E) - dor.
- 1995-1996 HC Olomouc (E) - jun.
- 1996-1997 HC Olomouc (E), HC Olomouc (E) - jun.
- 1997-1998 HC Olomouc (1. liga)
- 1998/1999 HC Železárny Třinec (E), HC Olomouc (1. liga)
- 1999/2000 HC Oceláři Třinec (E)
- 2000/2001 HC Oceláři Třinec (E)
- 2001/2002 HC Oceláři Třinec (E), HC Vagnerplast Kladno (E), HC Prostějov (1. liga)
- 2002/2003 HC Oceláři Třinec (E), HC Havířov Panthers (E)
- 2003/2004 HC Lasselsberger Plzeň (E)
- 2004/2005 HC Lasselsberger Plzeň (E)
- 2005/2006 HC Lasselsberger Plzeň (E)
- 2006/2007 HC Lasselsberger Plzeň (E)
- 2007/2008 HC Lasselsberger Plzeň (E)
- 2008/2009 HC Lasselsberger Plzeň (E)
- 2009/2010 HC Oceláři Třinec (E)
- 2010/2011 HC Oceláři Třinec (E), HC Slovan Bratislava
- 2011/2012 HC Oceláři Třinec (E)
- 2012/2013 HC Olomouc
- 2013/2014 HC Olomouc
- Konec hokejové kariéry [1]